# Liste der denkmalgeschützten Objekte in Seiersberg-Pirka
Die Liste der denkmalgeschützten Objekte in Seiersberg-Pirka enthält die 6 denkmalgeschützten, unbeweglichen Objekte der österreichischen Gemeinde Seiersberg-Pirka im steirischen Bezirk Graz-Umgebung.

## Denkmäler
| Foto |                 | Denkmal                                                                                           | Standort                                               | Beschreibung | Metadaten |
| ---- | --------------- | ------------------------------------------------------------------------------------------------- | ------------------------------------------------------ | --- | --- |
| ja   | Datei hochladen | Figurenbildstock hl. Johannes Nepomuk HERIS-ID: 96997 Objekt-ID: 112686                           | bei Hauptstraße 13 Standort KG: Pirka-Eggenberg        | | BDA-Hist.: Q37769256 Status: § 2a Stand der BDA-Liste: 2025-06-30 Name: Figurenbildstock hl. Johannes Nepomuk GstNr.: 1053/2                                         |
| ja   | Datei hochladen | Ortskapelle (Meßkapelle) Schmerzhafte Mutter HERIS-ID: 96995 Objekt-ID: 112684                    | Standort KG: Pirka-Eggenberg                           | | BDA-Hist.: Q37769234 Status: § 2a Stand der BDA-Liste: 2025-06-30 Name: Ortskapelle (Meßkapelle) Schmerzhafte Mutter GstNr.: 1063/1                                  |
| BW   | Datei hochladen | steinzeitliches Einzelgrab, Prähistorisches Hügelgrab HERIS-ID: 112144 Objekt-ID: 130198seit 2014 | Standort KG: Pirka-Eggenberg                           | | BDA-Hist.: Q37828781 Status: § 9-Feststellung Bodendenkmal Stand der BDA-Liste: 2025-06-30 Name: steinzeitliches Einzelgrab, Prähistorisches Hügelgrab GstNr.: 334/1 |
| ja   | Datei hochladen | Figurenbildstock hl. Johannes von Nepomuk HERIS-ID: 10826 Objekt-ID: 6891                         | bei Gottingerweg 9 Standort KG: Seiersberg             | | BDA-Hist.: Q38082495 Status: Bescheid Stand der BDA-Liste: 2025-06-30 Name: Figurenbildstock hl. Johannes von Nepomuk GstNr.: 565/3                                  |
| ja   | Datei hochladen | Viktor von Geramb-Denkmal HERIS-ID: 95848 Objekt-ID: 111227                                       | Grabenweg Standort KG: Seiersberg                      | Dreiflügeliges 1989 errichtetes Denkmal für den Volkskundler Viktor von Geramb, der sich immer wieder in Gedersberg aufhielt. | BDA-Hist.: Q37766971 Status: § 2a Stand der BDA-Liste: 2025-06-30 Name: Viktor von Geramb-Denkmal GstNr.: 1003/3                                                     |
| ja   | Datei hochladen | Flur-/Wegkapelle, Paar-Kreuz HERIS-ID: 95709 Objekt-ID: 111073                                    | Margarethenweg 1a, in der Nähe Standort KG: Seiersberg | | BDA-Hist.: Q37766802 Status: § 2a Stand der BDA-Liste: 2025-06-30 Name: Flur-/Wegkapelle, Paar-Kreuz GstNr.: 1045                                                    |